# Новый (Горномарийский район)
Новый — посёлок в Горномарийском районе Марий Эл Российской Федерации. Входит в состав Виловатовского сельского поселения.
Численность населения — 139 чел. (2010 год).

## География
Располагается в 3 км от административного центра сельского поселения — села Виловатово.

## История
Посёлок основан в 1977 году. В 1968 году построен первый 16-квартирный дом-общежитие для птичниц колхоза «Сила». Позднее появились 4-квартирные и сборные кирпичные дома.

## Население
| 2002 | 2010 |
| ---- | ---- |
| 136  | ↗139 |

## Экономика
СПК «ПТФ Горномарийская»